# Corbélia
Corbélia est une ville brésilienne de l'État du Paraná. Sa population était estimée à 17 016 habitants en 2014.

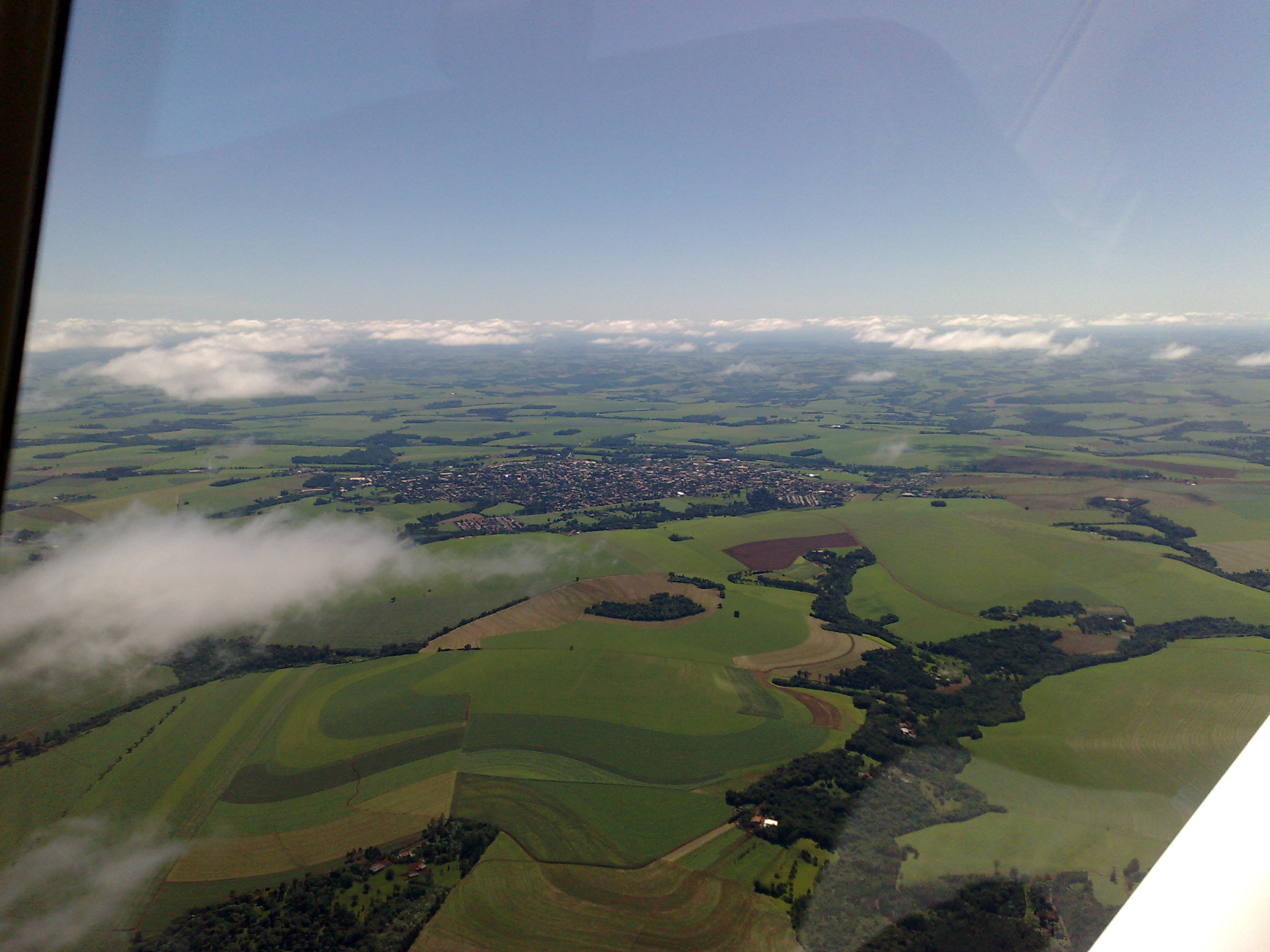
Vue aérienne de Corbelia